# Adnan Čustović
Adnan Čustović (ur. 14 kwietnia 1978 w Mostarze) – bośniacki piłkarz występujący na pozycji napastnika.